# Wimme Saari

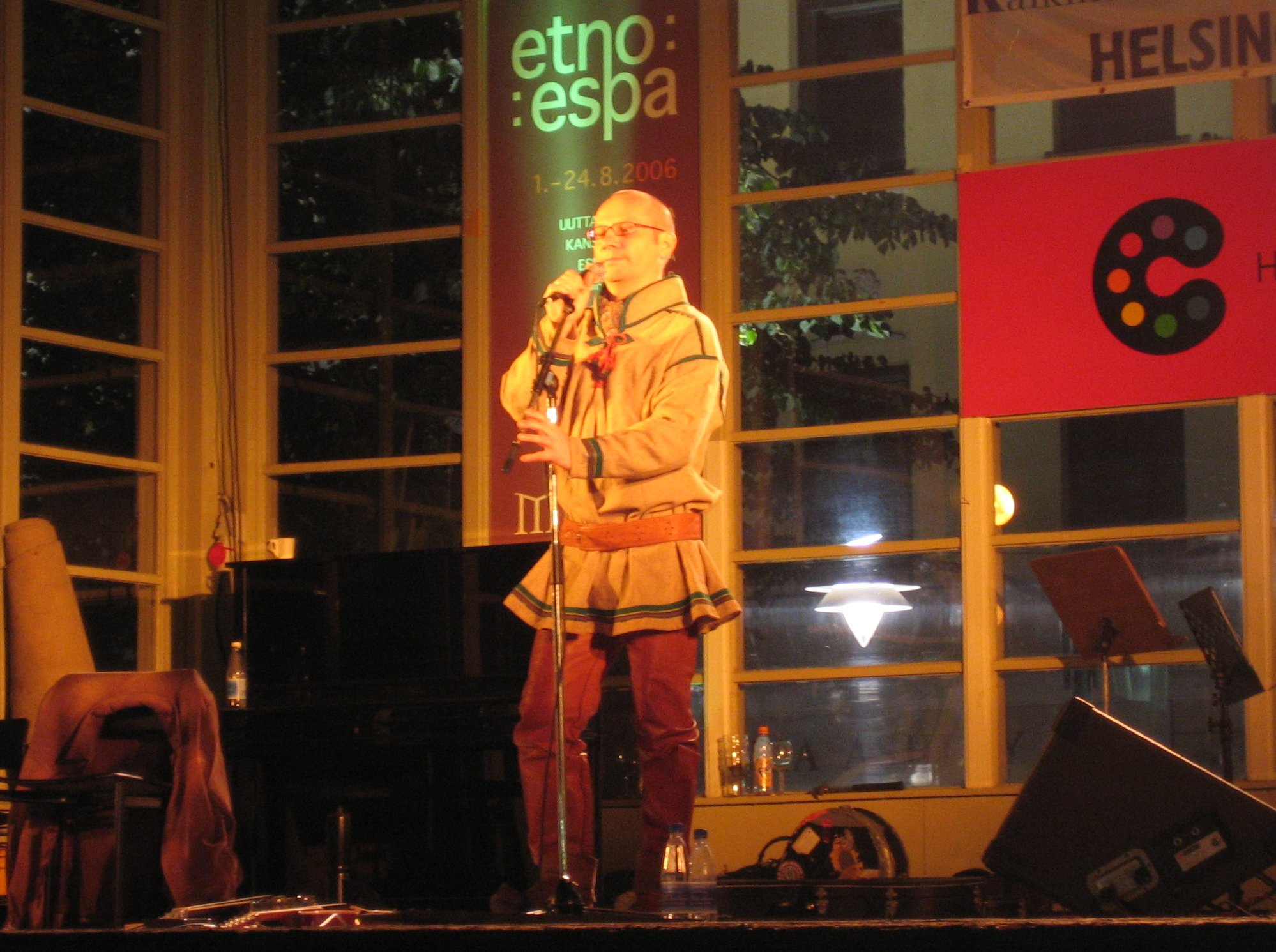
Wimme Saari i Helsingfors 2006.

Wimme Saari, även känd som bara Wimme, född 1959 i Enontekis, är en av de mest välkända jojksångarna från Finland. Wimme kombinerar traditionella jojktekniker med egna improvisationer, oftast till en bakgrund av elektronisk musik av medlemmar ur den finska gruppen RinneRadio. Wimme framträder även på andra bands skivor, till exempel Hedningarna.

## Ofullständig diskografi
- Wimme (1995)
- Gierran (1997)
- Cugu (2000)
- Bárru (2003)
- Gapmu / Indistict (2003) - (helt a cappella)

## Filmografi
- 1997 – Minister på villovägar